# Michael Bublé/Diskografie
Diese Diskografie ist eine Übersicht über die musikalischen Werke des kanadisch-italienischen Jazz-Sängers Michael Bublé. Den Quellenangaben zufolge hat er bisher mehr als 75 Millionen Tonträger verkauft, davon in seiner Heimat Kanada über 3,4 Millionen. Seine erfolgreichste Veröffentlichung ist das Weihnachtsalbum Christmas mit über 16 Millionen verkauften Einheiten. In Deutschland zählt Bublés Videoalbum Caught in the Act mit über 100.000 verkauften Einheiten zu den meistverkauften Videoalben des Landes. Darüber hinaus zählen Michael Bublé, It’s Time, Caught in the Act, Call Me Irresponsible, Crazy Love und To Be Loved zu den meistverkauften Jazzalben in Deutschland.

## Alben

### Studioalben
| Jahr | Titel Musiklabel                                                      | Höchstplatzierung, Gesamtwochen, AuszeichnungChartplatzierungen (Jahr, Titel, Musiklabel, Platzierungen, Wochen, Auszeichnungen, Anmerkungen) | Höchstplatzierung, Gesamtwochen, AuszeichnungChartplatzierungen (Jahr, Titel, Musiklabel, Platzierungen, Wochen, Auszeichnungen, Anmerkungen) | Höchstplatzierung, Gesamtwochen, AuszeichnungChartplatzierungen (Jahr, Titel, Musiklabel, Platzierungen, Wochen, Auszeichnungen, Anmerkungen) | Höchstplatzierung, Gesamtwochen, AuszeichnungChartplatzierungen (Jahr, Titel, Musiklabel, Platzierungen, Wochen, Auszeichnungen, Anmerkungen) | Höchstplatzierung, Gesamtwochen, AuszeichnungChartplatzierungen (Jahr, Titel, Musiklabel, Platzierungen, Wochen, Auszeichnungen, Anmerkungen) | Höchstplatzierung, Gesamtwochen, AuszeichnungChartplatzierungen (Jahr, Titel, Musiklabel, Platzierungen, Wochen, Auszeichnungen, Anmerkungen) | Höchstplatzierung, Gesamtwochen, AuszeichnungChartplatzierungen (Jahr, Titel, Musiklabel, Platzierungen, Wochen, Auszeichnungen, Anmerkungen) | Anmerkungen                                                  |
| Jahr | Titel Musiklabel                                                      | DE | AT | CH | UK | US | IT | CA | Anmerkungen                                                  |
| ---- | --------------------------------------------------------------------- | --- | --- | --- | --- | --- | --- | --- | ------------------------------------------------------------ |
| 2001 | BaBalu Big Shtick Entertainment (BSE)                                 | — | — | — | — | — | — | — | Erstveröffentlichung: 2001                                   |
| 2002 | Dream Silver Lining Management (SLM)                                  | — | — | — | — | — | — | — | Erstveröffentlichung: Juni 2002                              |
| 2003 | Michael Bublé auch bekannt als: Edition de Nöel Reprise Records (WMG) | DE49 Gold · (2 Wo.)DE | — | CH53 (11 Wo.)CH | UK6 ×2Doppelplatin · (39 Wo.)UK | US47 Platin · (88 Wo.)US | IT2 ×4Vierfachplatin · (108 Wo.)IT | CA— ×4VierfachplatinCA | Erstveröffentlichung: 11. Februar 2003 Verkäufe: + 3.535.000 |
| 2005 | It’s Time Reprise Records (WMG)                                       | DE2 ×2Doppelplatin · (55 Wo.)DE | AT3 Gold · (30 Wo.)AT | CH7 Platin · (45 Wo.)CH | UK4 ×2Doppelplatin · (76 Wo.)UK | US7 ×3Dreifachplatin · (143 Wo.)US | IT1 ×4Vierfachplatin · (96 Wo.)IT | CA— ×6SechsfachplatinCA | Erstveröffentlichung: 4. Februar 2005 Verkäufe: + 5.987.000  |
| 2007 | Call Me Irresponsible Reprise Records (WMG)                           | DE1 Platin · (43 Wo.)DE | AT2 Gold · (29 Wo.)AT | CH3 Platin · (40 Wo.)CH | UK2 ×3Platin (Standard) + Dreifachplatin (Special-Edition) · (150 Wo.)UK                                                                      | US1 Platin · (113 Wo.)US | IT1 ×4Vierfachplatin · (68 Wo.)IT | CA— ×4VierfachplatinCA | Erstveröffentlichung: 27. April 2007 Verkäufe: + 3.765.000   |
| 2009 | Crazy Love Reprise Records (WMG)                                      | DE5 Platin · (36 Wo.)DE | AT8 (11 Wo.)AT | CH4 Gold · (32 Wo.)CH | UK1 ×10Zehnfachplatin · (180 Wo.)UK | US1 ×2Doppelplatin · (83 Wo.)US | IT1 ×3Dreifachplatin · (68 Wo.)IT | CA— ×4VierfachplatinCA | Erstveröffentlichung: 6. Oktober 2009 Verkäufe: + 6.841.000  |
| 2013 | To Be Loved Reprise Records (WMG)                                     | DE2 Gold · (33 Wo.)DE | AT1 Gold · (49 Wo.)AT | CH1 Gold · (37 Wo.)CH | UK1 ×2Doppelplatin · (76 Wo.)UK | US1 Platin · (45 Wo.)US | IT3 Gold · (38 Wo.)IT | CA1 ×2Doppelplatin · (… Wo.)CA | Erstveröffentlichung: 12. April 2013 Verkäufe: + 2.400.000   |
| 2016 | Nobody but Me Reprise Records (WMG)                                   | DE4 (14 Wo.)DE | AT3 (14 Wo.)AT | CH5 (15 Wo.)CH | UK2 Platin · (21 Wo.)UK | US2 (11 Wo.)US | IT6 (11 Wo.)IT | CA2 Platin · (11 Wo.)CA | Erstveröffentlichung: 21. Oktober 2016 Verkäufe: + 434.500   |
| 2018 | Love Reprise Records (WMG)                                            | DE6 (13 Wo.)DE | AT2 Gold · (9 Wo.)AT | CH3 (9 Wo.)CH | UK1 Platin · (15 Wo.)UK | US2 (15 Wo.)US | IT5 Gold · (9 Wo.)IT | CA1 Platin · (15 Wo.)CA | Erstveröffentlichung: 16. November 2018 Verkäufe: + 450.000  |
| 2022 | Higher Reprise Records (WMG)                                          | DE7 (8 Wo.)DE | AT5 (9 Wo.)AT | CH9 (9 Wo.)CH | UK1 (4 Wo.)UK | US12 (2 Wo.)US | IT43 (1 Wo.)IT | CA1 (13 Wo.)CA | Erstveröffentlichung: 25. März 2022                          |

### Livealben
| Jahr | Titel Musiklabel                                  | Höchstplatzierung, Gesamtwochen, AuszeichnungChartplatzierungen (Jahr, Titel, Musiklabel, Platzierungen, Wochen, Auszeichnungen, Anmerkungen) | Höchstplatzierung, Gesamtwochen, AuszeichnungChartplatzierungen (Jahr, Titel, Musiklabel, Platzierungen, Wochen, Auszeichnungen, Anmerkungen) | Höchstplatzierung, Gesamtwochen, AuszeichnungChartplatzierungen (Jahr, Titel, Musiklabel, Platzierungen, Wochen, Auszeichnungen, Anmerkungen) | Höchstplatzierung, Gesamtwochen, AuszeichnungChartplatzierungen (Jahr, Titel, Musiklabel, Platzierungen, Wochen, Auszeichnungen, Anmerkungen) | Höchstplatzierung, Gesamtwochen, AuszeichnungChartplatzierungen (Jahr, Titel, Musiklabel, Platzierungen, Wochen, Auszeichnungen, Anmerkungen) | Höchstplatzierung, Gesamtwochen, AuszeichnungChartplatzierungen (Jahr, Titel, Musiklabel, Platzierungen, Wochen, Auszeichnungen, Anmerkungen) | Höchstplatzierung, Gesamtwochen, AuszeichnungChartplatzierungen (Jahr, Titel, Musiklabel, Platzierungen, Wochen, Auszeichnungen, Anmerkungen) | Anmerkungen                                                 |
| Jahr | Titel Musiklabel                                  | DE | AT | CH | UK | US | IT | CA | Anmerkungen                                                 |
| ---- | ------------------------------------------------- | --- | --- | --- | --- | --- | --- | --- | ----------------------------------------------------------- |
| 2004 | Come Fly with Me Reprise Records (WMG)            | — | — | — | UK52 (4 Wo.)UK | US55 (5 Wo.)US | IT49 (1 Wo.)IT | — | Erstveröffentlichung: 30. März 2004                         |
| 2005 | Caught in the Act Reprise Records (WMG)           | DE31 Gold · (6 Wo.)DE | AT30 (9 Wo.)AT | CH51 (7 Wo.)CH | UK25 Gold · (5 Wo.)UK | US82 (11 Wo.)US | IT10 (24 Wo.)IT | — | Erstveröffentlichung: 15. November 2005 Verkäufe: + 405.000 |
| 2009 | Meets Madison Square Garden Reprise Records (WMG) | — | AT47 (1 Wo.)AT | CH67 (5 Wo.)CH | UK22 Silber · (4 Wo.)UK | US14 (9 Wo.)US | IT32 (16 Wo.)IT | — | Erstveröffentlichung: 12. Juni 2009 Verkäufe: + 80.000      |
| 2019 | bublé! Reprise Records (WMG)                      | — | — | — | — | — | — | — | Erstveröffentlichung: 21. März 2019                         |

### Kompilationen
| Jahr | Titel Musiklabel                        | Höchstplatzierung, Gesamtwochen, AuszeichnungChartplatzierungen (Jahr, Titel, Musiklabel, Platzierungen, Wochen, Auszeichnungen, Anmerkungen) | Höchstplatzierung, Gesamtwochen, AuszeichnungChartplatzierungen (Jahr, Titel, Musiklabel, Platzierungen, Wochen, Auszeichnungen, Anmerkungen) | Höchstplatzierung, Gesamtwochen, AuszeichnungChartplatzierungen (Jahr, Titel, Musiklabel, Platzierungen, Wochen, Auszeichnungen, Anmerkungen) | Höchstplatzierung, Gesamtwochen, AuszeichnungChartplatzierungen (Jahr, Titel, Musiklabel, Platzierungen, Wochen, Auszeichnungen, Anmerkungen) | Höchstplatzierung, Gesamtwochen, AuszeichnungChartplatzierungen (Jahr, Titel, Musiklabel, Platzierungen, Wochen, Auszeichnungen, Anmerkungen) | Höchstplatzierung, Gesamtwochen, AuszeichnungChartplatzierungen (Jahr, Titel, Musiklabel, Platzierungen, Wochen, Auszeichnungen, Anmerkungen) | Höchstplatzierung, Gesamtwochen, AuszeichnungChartplatzierungen (Jahr, Titel, Musiklabel, Platzierungen, Wochen, Auszeichnungen, Anmerkungen) | Anmerkungen                              |
| Jahr | Titel Musiklabel                        | DE | AT | CH | UK | US | IT | CA | Anmerkungen                              |
| ---- | --------------------------------------- | --- | --- | --- | --- | --- | --- | --- | ---------------------------------------- |
| 2024 | The Best of Buble Reprise Records (WMG) | — | AT68 (1 Wo.)AT | — | UK53 (1 Wo.)UK | US159 (1 Wo.)US | — | — | Erstveröffentlichung: 27. September 2024 |

### EPs
| Jahr | Titel Musiklabel                                | Höchstplatzierung, Gesamtwochen, AuszeichnungChartplatzierungen (Jahr, Titel, Musiklabel, Platzierungen, Wochen, Auszeichnungen, Anmerkungen) | Höchstplatzierung, Gesamtwochen, AuszeichnungChartplatzierungen (Jahr, Titel, Musiklabel, Platzierungen, Wochen, Auszeichnungen, Anmerkungen) | Höchstplatzierung, Gesamtwochen, AuszeichnungChartplatzierungen (Jahr, Titel, Musiklabel, Platzierungen, Wochen, Auszeichnungen, Anmerkungen) | Höchstplatzierung, Gesamtwochen, AuszeichnungChartplatzierungen (Jahr, Titel, Musiklabel, Platzierungen, Wochen, Auszeichnungen, Anmerkungen) | Höchstplatzierung, Gesamtwochen, AuszeichnungChartplatzierungen (Jahr, Titel, Musiklabel, Platzierungen, Wochen, Auszeichnungen, Anmerkungen) | Höchstplatzierung, Gesamtwochen, AuszeichnungChartplatzierungen (Jahr, Titel, Musiklabel, Platzierungen, Wochen, Auszeichnungen, Anmerkungen) | Höchstplatzierung, Gesamtwochen, AuszeichnungChartplatzierungen (Jahr, Titel, Musiklabel, Platzierungen, Wochen, Auszeichnungen, Anmerkungen) | Anmerkungen                                             |
| Jahr | Titel Musiklabel                                | DE | AT | CH | UK | US | IT | CA | Anmerkungen                                             |
| ---- | ----------------------------------------------- | --- | --- | --- | --- | --- | --- | --- | ------------------------------------------------------- |
| 1995 | First Dance Eigenvertrieb                       | — | — | — | — | — | — | — | Erstveröffentlichung: 2. Juni 1995                      |
| 2003 | Totally Bublé DRG Records (Koch)                | — | — | — | — | — | IT34 (6 Wo.)IT | — | Erstveröffentlichung: 9. September 2003                 |
| 2003 | Let It Snow! Reprise Records (WMG)              | — | — | — | UK71 (2 Wo.)UK | US32 (17 Wo.)US | — | — | Erstveröffentlichung: 23. November 2003                 |
| 2008 | A Taste of Bublé Reprise Records (WMG)          | — | — | — | — | US35 (2 Wo.)US | — | — | Erstveröffentlichung: 29. April 2008                    |
| 2008 | Totally Blonde Metro Records (USM)              | — | — | — | UK— PlatinUK | — | — | — | Erstveröffentlichung: 26. Juni 2008 Verkäufe: + 300.000 |
| 2010 | Special Delivery Reprise Records (WMG)          | — | — | — | — | US26 (1 Wo.)US | — | — | Erstveröffentlichung: 1. Februar 2010                   |
| 2010 | Hollywood – The Deluxe EP Reprise Records (WMG) | — | — | — | — | US10 (10 Wo.)US | — | — | Erstveröffentlichung: 25. Oktober 2010                  |
| 2010 | A Holiday Gift for You Reprise Records (WMG)    | — | — | — | — | — | — | — | Erstveröffentlichung: 1. Dezember 2010                  |

### Weihnachtsalben
| Jahr | Titel Musiklabel                | Höchstplatzierung, Gesamtwochen, AuszeichnungChartplatzierungen (Jahr, Titel, Musiklabel, Platzierungen, Wochen, Auszeichnungen, Anmerkungen) | Höchstplatzierung, Gesamtwochen, AuszeichnungChartplatzierungen (Jahr, Titel, Musiklabel, Platzierungen, Wochen, Auszeichnungen, Anmerkungen) | Höchstplatzierung, Gesamtwochen, AuszeichnungChartplatzierungen (Jahr, Titel, Musiklabel, Platzierungen, Wochen, Auszeichnungen, Anmerkungen) | Höchstplatzierung, Gesamtwochen, AuszeichnungChartplatzierungen (Jahr, Titel, Musiklabel, Platzierungen, Wochen, Auszeichnungen, Anmerkungen) | Höchstplatzierung, Gesamtwochen, AuszeichnungChartplatzierungen (Jahr, Titel, Musiklabel, Platzierungen, Wochen, Auszeichnungen, Anmerkungen) | Höchstplatzierung, Gesamtwochen, AuszeichnungChartplatzierungen (Jahr, Titel, Musiklabel, Platzierungen, Wochen, Auszeichnungen, Anmerkungen) | Höchstplatzierung, Gesamtwochen, AuszeichnungChartplatzierungen (Jahr, Titel, Musiklabel, Platzierungen, Wochen, Auszeichnungen, Anmerkungen) | Anmerkungen                                                   |
| Jahr | Titel Musiklabel                | DE | AT | CH | UK | US | IT | CA | Anmerkungen                                                   |
| ---- | ------------------------------- | --- | --- | --- | --- | --- | --- | --- | ------------------------------------------------------------- |
| 2011 | Christmas Reprise Records (WMG) | DE1 ×9Neunfachgold · (92 Wo.)DE | AT1 ×3Dreifachplatin · (96 Wo.)AT | CH1 Platin · (93 Wo.)CH | UK1 ×11Elffachplatin · (120 Wo.)UK | US1 ×6Sechsfachplatin · (126 Wo.)US | IT1 ×7Siebenfachplatin · (117 Wo.)IT | CA— DiamantCA | Erstveröffentlichung: 21. Oktober 2011 Verkäufe: + 16.000.000 |

## Singles

### Als Leadmusiker
| Jahr | Titel Album                                                                   | Höchstplatzierung, Gesamtwochen, AuszeichnungChartplatzierungen (Jahr, Titel, Album, Platzierungen, Wochen, Auszeichnungen, Anmerkungen) | Höchstplatzierung, Gesamtwochen, AuszeichnungChartplatzierungen (Jahr, Titel, Album, Platzierungen, Wochen, Auszeichnungen, Anmerkungen) | Höchstplatzierung, Gesamtwochen, AuszeichnungChartplatzierungen (Jahr, Titel, Album, Platzierungen, Wochen, Auszeichnungen, Anmerkungen) | Höchstplatzierung, Gesamtwochen, AuszeichnungChartplatzierungen (Jahr, Titel, Album, Platzierungen, Wochen, Auszeichnungen, Anmerkungen) | Höchstplatzierung, Gesamtwochen, AuszeichnungChartplatzierungen (Jahr, Titel, Album, Platzierungen, Wochen, Auszeichnungen, Anmerkungen) | Höchstplatzierung, Gesamtwochen, AuszeichnungChartplatzierungen (Jahr, Titel, Album, Platzierungen, Wochen, Auszeichnungen, Anmerkungen) | Höchstplatzierung, Gesamtwochen, AuszeichnungChartplatzierungen (Jahr, Titel, Album, Platzierungen, Wochen, Auszeichnungen, Anmerkungen) | Anmerkungen |
| Jahr | Titel Album                                                                   | DE | AT | CH | UK | US | IT | CA | Anmerkungen |
| --- | ----------------------------------------------------------------------------- | --- | --- | --- | --- | --- | --- | --- | --- |
| 2004 | Sway Michael Bublé                                                            | — | — | — | UK— SilberUK | — | — | — | Erstveröffentlichung: 22. Juni 2004 Verkäufe: + 200.000; Original: Pablo Beltrán Ruiz – ¿Quién será?                                                                          |
| 2004 | Spider-Man Theme Michael Bublé                                                | — | — | — | — | — | IT2 (26 Wo.)IT | CA6 (12 Wo.)CA | Erstveröffentlichung: 6. Juli 2004 |
| 2005 | Save the Last Dance for Me It’s Time                                          | — | — | — | — | US99 Gold · (1 Wo.)US | — | CA69 (1 Wo.)CA | Erstveröffentlichung: 8. Februar 2005 Verkäufe: + 500.000; Original: The Drifters                                                                                             |
| 2005 | Home It’s Time                                                                | DE55 (12 Wo.)DE | AT36 (14 Wo.)AT | CH33 (14 Wo.)CH | UK31 Platin · (36 Wo.)UK | US72 Platin · (20 Wo.)US | IT— GoldIT | CA36 Platin · (2 Wo.)CA | Erstveröffentlichung: 28. März 2005 Verkäufe: + 1.740.000 |
| 2005 | Feeling Good It’s Time                                                        | DE36 (13 Wo.)DE | AT66 (3 Wo.)AT | — | UK69 Platin · (2 Wo.)UK | — | — | — | Erstveröffentlichung: 13. Juni 2005 Verkäufe: + 725.000; Original: Nina Simone                                                                                                |
| 2005 | Let It Snow! Let It Snow! Let It Snow! Let It Snow! EP                        | DE35 (8 Wo.)DE | AT25 (3 Wo.)AT | CH28 (10 Wo.)CH | UK44 (5 Wo.)UK | — | IT24 (2 Wo.)IT | CA12 (12 Wo.)CA | Erstveröffentlichung: 2. Dezember 2005 Original: Vaughn Monroe |
| 2007 | Everything Call Me Irresponsible                                              | DE39 (10 Wo.)DE | AT34 (14 Wo.)AT | CH28 (24 Wo.)CH | UK38 Platin · (26 Wo.)UK | US46 Platin · (20 Wo.)US | IT1 Gold · (22 Wo.)IT | CA8 (27 Wo.)CA | Erstveröffentlichung: 19. März 2007 Verkäufe: + 1.765.000 |
| 2007 | Lost Call Me Irresponsible                                                    | DE44 (9 Wo.)DE | AT55 (4 Wo.)AT | CH66 (10 Wo.)CH | UK19 Silber · (27 Wo.)UK | US97 (1 Wo.)US | IT13 (16 Wo.)IT | CA71 (2 Wo.)CA | Erstveröffentlichung: 2. November 2007 Verkäufe: + 200.000 |
| 2008 | Comin’ Home Baby Call Me Irresponsible                                        | — | — | — | — | — | — | — | Erstveröffentlichung: 25. April 2008 feat. Boyz II Men; Original: Mel Tormé                                                                                                   |
| 2009 | Haven’t Met You Yet Crazy Love                                                | DE53 (9 Wo.)DE | AT54 (1 Wo.)AT | CH37 (18 Wo.)CH | UK5 Platin · (35 Wo.)UK | US24 Platin · (44 Wo.)US | IT7 Gold · (17 Wo.)IT | CA7 Platin · (42 Wo.)CA | Erstveröffentlichung: 24. August 2009 Verkäufe: + 1.999.367 |
| 2009 | Hold On Crazy Love                                                            | — | — | — | UK72 (1 Wo.)UK | — | IT44 (1 Wo.)IT | — | Erstveröffentlichung: 27. November 2009 |
| 2009 | Baby (You’ve Got What It Takes) Crazy Love                                    | — | — | — | — | — | — | — | Erstveröffentlichung: 11. Dezember 2009 feat. Sharon Jones & The Dap-Kings Original: Dinah Washington & Brook Benton                                                          |
| 2010 | Cry Me a River Crazy Love                                                     | — | — | — | UK34 Silber · (10 Wo.)UK | — | — | — | Erstveröffentlichung: 8. März 2010 Verkäufe: + 200.000; Original: Julie London                                                                                                |
| 2010 | Crazy Love                                                                    | — | — | — | — | — | — | — | Erstveröffentlichung: 14. Mai 2010 Original: Van Morrison |
| 2010 | Hollywood Crazy Love • Hollywood: The Deluxe EP                               | — | — | — | UK11 Silber · (14 Wo.)UK | US55 (2 Wo.)US | IT16 (17 Wo.)IT | CA11 (3 Wo.)CA | Erstveröffentlichung: 7. September 2010 Verkäufe: + 200.000 |
| 2011 | White Christmas Christmas • Let It Snow! EP                                   | DE27 Gold · (4 Wo.)DE | AT34 (17 Wo.)AT | CH52 (… Wo.)CH | — | — | IT16 Gold · (18 Wo.)IT | CA55 (1 Wo.)CA | Erstveröffentlichung: 24. Oktober 2011 (mit Shy’m) Neuauflage: 10. Dezember 2012 (Bing Crosby) Neuauflage: 1. November 2019 (solo) Verkäufe: + 370.000; Original: Bing Crosby |
| 2013 | It’s a Beautiful Day To Be Loved                                              | DE28 (21 Wo.)DE | AT24 (19 Wo.)AT | CH32 (8 Wo.)CH | UK10 Gold · (10 Wo.)UK | US94 (1 Wo.)US | IT16 Gold · (21 Wo.)IT | CA21 (6 Wo.)CA | Erstveröffentlichung: 22. März 2013 Verkäufe: + 457.500 |
| 2013 | Close Your Eyes To Be Loved                                                   | — | — | — | UK72 (2 Wo.)UK | — | — | — | Erstveröffentlichung: 28. Juni 2013 |
| 2013 | After All To Be Loved                                                         | — | — | — | — | — | — | — | Erstveröffentlichung: 27. September 2013 feat. Bryan Adams |
| 2015 | The More You Give (The More You’ll Have) Christmas (10th Anniversary Edition) | — | — | — | — | — | — | CA47 (1 Wo.)CA | Erstveröffentlichung: 30. November 2015 |
| 2016 | Nobody But Me                                                                 | — | — | — | UK77 (1 Wo.)UK | — | — | CA44 (2 Wo.)CA | Erstveröffentlichung: 19. August 2016 |
| 2016 | My Kind of Girl Nobody But Me                                                 | — | — | — | — | — | — | — | Erstveröffentlichung: 26. August 2016 Original: Matt Monro |
| 2016 | I Believe in You Nobody But Me                                                | — | — | — | — | — | — | CA41 (1 Wo.)CA | Erstveröffentlichung: 4. November 2016 |
| 2018 | Love You Anymore Love                                                         | — | — | — | — | — | — | CA48 (1 Wo.)CA | Erstveröffentlichung: 12. Oktober 2018 |
| 2018 | When I Fall in Love Love                                                      | — | — | — | — | — | — | — | Erstveröffentlichung: 27. September 2018 Original: Jeri Southern & Victor Young                                                                                               |
| 2019 | When You’re Smiling Love                                                      | — | — | — | — | — | — | — | Erstveröffentlichung: 4. Januar 2019 Original: Henry Thies |
| 2019 | Twas the Night Before Christmas –                                             | — | — | — | — | — | — | — | Erstveröffentlichung: 6. Dezember 2019 Original: Clement Clarke Moore – A Visit from St. Nicholas                                                                             |
| 2020 | Gotta Be Patient –                                                            | — | — | — | — | — | — | CA10 (1 Wo.)CA | Erstveröffentlichung: 1. Mai 2020 mit Barenaked Ladies & Sofía Reyes Original: Stay Homas & Judit Neddermann                                                                  |
| 2022 | I’ll Never Not Love You Higher                                                | — | — | — | — | — | — | CA17 (1 Wo.)CA | Erstveröffentlichung: 28. Januar 2022 |
| 2022 | My Valentine Higher                                                           | — | — | — | — | — | — | — | Erstveröffentlichung: 11. Februar 2022 Original: Paul McCartney |
| 2022 | Higher                                                                        | — | — | — | — | — | — | CA19 (2 Wo.)CA | Erstveröffentlichung: 10. März 2022 |
| 2022 | A Nightingale Sang in Berkeley Square Higher                                  | — | — | — | — | — | — | — | Erstveröffentlichung: 18. März 2022 |
| 2024 | Don’t Blame it on Me The Best of Buble                                        | — | — | — | — | — | — | — | Erstveröffentlichung: 8. August 2024 |
| Folgende Lieder erschienen nicht als Single, wurden aber durch das Album zum Download und Streaming bereitgestellt und konnten somit eine Platzierung erlangen: |                                                                               | | | | | | | | |
| |                                                                               | | | | | | | | |
| 2007 | These Foolish Things (Remind Me of You) A Taste of Bublé                      | — | — | — | — | — | IT20 (5 Wo.)IT | — | Charteinstieg: August 2007 Original: Dorothy Dickson |
| 2011 | Have Yourself a Merry Little Christmas Christmas                              | — | — | — | UK78 Gold · (2 Wo.)UK | US41 (4 Wo.)US | IT20 Gold · (… Wo.)IT | — | Charteinstieg: 17. Dezember 2011 Verkäufe: + 545.000; Original: Judy Garland                                                                                                  |
| 2011 | Santa Claus Is Coming to Town Christmas                                       | DE66 (3 Wo.)DE | AT71 (1 Wo.)AT | CH43 (4 Wo.)CH | UK77 Platin · (8 Wo.)UK | — | IT11 Gold · (… Wo.)IT | — | Charteinstieg: 24. Dezember 2011 Verkäufe: + 765.000; Original: J. Fred Coots                                                                                                 |
| 2011 | All I Want for Christmas Is You Christmas                                     | DE80 (2 Wo.)DE | — | — | UK— GoldUK | US99 (1 Wo.)US | IT46 (3 Wo.)IT | — | Charteinstieg: 31. Dezember 2011 Verkäufe: + 480.000; Original: Mariah Carey                                                                                                  |
| 2011 | White Christmas Christmas                                                     | DE35 (18 Wo.)DE | — | CH33 (4 Wo.)CH | UK— GoldUK | — | IT47 (2 Wo.)IT | CA70 (3 Wo.)CA | Charteinstieg: 31. Dezember 2011 Verkäufe: + 400.000 mit Shania Twain; Original: Bing Crosby                                                                                  |
| 2011 | Silent Night Christmas                                                        | — | — | — | UK— SilberUK | — | IT68 (2 Wo.)IT | — | Charteinstieg: Dezember 2011 Verkäufe: + 200.000 Original: Traditional – Stille Nacht, heilige Nacht                                                                          |
| 2015 | Holly Jolly Christmas Christmas                                               | DE20 (28 Wo.)DE | AT18 (24 Wo.)AT | CH14 (31 Wo.)CH | UK21 ×2Doppelplatin · (41 Wo.)UK | US37 (1 Wo.)US | IT20 Gold · (15 Wo.)IT | — | Charteinstieg: 3. Januar 2015 Verkäufe: + 1.375.000; Original: Burl Ives |
| 2021 | The Christmas Sweater Christmas (10th Anniversary Edition)                    | DE76 (2 Wo.)DE | — | — | UK61 (4 Wo.)UK | — | — | — | Videoauskopplung: 19. November 2021 Charteinstieg: 17. Dezember 2021 |
| 2022 | I’ll Be Home for Christmas Christmas                                          | — | — | CH82 (1 Wo.)CH | UK— SilberUK | — | — | — | Charteinstieg: 2. Januar 2022 Verkäufe: + 215.000 |
| 2024 | Winter Wonderland Christmas (Deluxe Edition)                                  | DE60 (2 Wo.)DE | — | — | UK— SilberUK | — | — | — | Charteinstieg: 20. Dezember 2024 Verkäufe: + 200.000; Original: Richard Himber & Joey Nash                                                                                    |

### Als Gastmusiker
| Jahr | Titel Album                                            | Höchstplatzierung, Gesamtwochen, AuszeichnungChartplatzierungen (Jahr, Titel, Album, Platzierungen, Wochen, Auszeichnungen, Anmerkungen) | Höchstplatzierung, Gesamtwochen, AuszeichnungChartplatzierungen (Jahr, Titel, Album, Platzierungen, Wochen, Auszeichnungen, Anmerkungen) | Höchstplatzierung, Gesamtwochen, AuszeichnungChartplatzierungen (Jahr, Titel, Album, Platzierungen, Wochen, Auszeichnungen, Anmerkungen) | Höchstplatzierung, Gesamtwochen, AuszeichnungChartplatzierungen (Jahr, Titel, Album, Platzierungen, Wochen, Auszeichnungen, Anmerkungen) | Höchstplatzierung, Gesamtwochen, AuszeichnungChartplatzierungen (Jahr, Titel, Album, Platzierungen, Wochen, Auszeichnungen, Anmerkungen) | Höchstplatzierung, Gesamtwochen, AuszeichnungChartplatzierungen (Jahr, Titel, Album, Platzierungen, Wochen, Auszeichnungen, Anmerkungen) | Höchstplatzierung, Gesamtwochen, AuszeichnungChartplatzierungen (Jahr, Titel, Album, Platzierungen, Wochen, Auszeichnungen, Anmerkungen) | Anmerkungen |
| Jahr | Titel Album                                            | DE | AT | CH | UK | US | IT | CA | Anmerkungen |
| ---- | ------------------------------------------------------ | --- | --- | --- | --- | --- | --- | --- | --- |
| 2010 | Everybody Hurts Helping Haiti                          | DE16 (7 Wo.)DE | AT23 (7 Wo.)AT | CH16 (2 Wo.)CH | UK1 Platin · (6 Wo.)UK | — | — | CA50 (2 Wo.)CA | Erstveröffentlichung: 7. Februar 2010 Verkäufe: + 600.000 als Teil von Helping Haiti; Original: R.E.M.                       |
| 2010 | Gracias a la vída –                                    | — | — | — | — | — | — | — | Erstveröffentlichung: 4. Mai 2010 als Teil von Voces unidas por Chile                                                        |
| 2014 | It Had to Be You Partners                              | — | — | — | — | — | — | — | Erstveröffentlichung: 11. August 2014 Barbra Streisand feat. Michael Bublé                                                   |
| 2015 | Real Real Gone Duets – Re-Working The Catalogue        | — | — | — | — | — | — | — | Erstveröffentlichung: 16. Februar 2015 Van Morrison feat. Michael Bublé; Original: Tom Fogerty                               |
| 2015 | Fever If I Can Dream                                   | — | — | — | — | — | — | — | Erstveröffentlichung: 2. November 2015 Elvis & Royal Philharmonic Orchestra feat. Michael Bublé Original: Little Willie John |
| 2020 | Lean on Me –                                           | — | — | — | — | — | — | — | Erstveröffentlichung: 30. April 2020 als Teil von ArtistsCan; Original: Bill Withers                                         |
| 2020 | Elita Music Played by Humans                           | — | — | — | — | — | — | — | Erstveröffentlichung: 30. September 2020 Gary Barlow feat. Michael Bublé & Sebastián Yatra                                   |
| 2020 | Cuddle Up, Cozy Down Christmas A Holly Dolly Christmas | — | — | — | UK55 (7 Wo.)UK | — | — | — | Erstveröffentlichung: 2. Oktober 2020 Dolly Parton feat. Michael Bublé                                                       |
| 2024 | Spicy Margarita Nu King                                | — | — | — | UK80 (1 Wo.)UK | — | — | CA9 (3 Wo.)CA | Erstveröffentlichung: 25. Januar 2024 Jason Derulo feat. Michael Bublé                                                       |

## Videoalben und Musikvideos

### Videoalben
| Jahr | Titel Musiklabel                                  | Höchstplatzierung, Gesamtwochen, AuszeichnungChartplatzierungen (Jahr, Titel, Musiklabel, Platzierungen, Wochen, Auszeichnungen, Anmerkungen) | Höchstplatzierung, Gesamtwochen, AuszeichnungChartplatzierungen (Jahr, Titel, Musiklabel, Platzierungen, Wochen, Auszeichnungen, Anmerkungen) | Höchstplatzierung, Gesamtwochen, AuszeichnungChartplatzierungen (Jahr, Titel, Musiklabel, Platzierungen, Wochen, Auszeichnungen, Anmerkungen) | Höchstplatzierung, Gesamtwochen, AuszeichnungChartplatzierungen (Jahr, Titel, Musiklabel, Platzierungen, Wochen, Auszeichnungen, Anmerkungen) | Höchstplatzierung, Gesamtwochen, AuszeichnungChartplatzierungen (Jahr, Titel, Musiklabel, Platzierungen, Wochen, Auszeichnungen, Anmerkungen) | Höchstplatzierung, Gesamtwochen, AuszeichnungChartplatzierungen (Jahr, Titel, Musiklabel, Platzierungen, Wochen, Auszeichnungen, Anmerkungen) | Höchstplatzierung, Gesamtwochen, AuszeichnungChartplatzierungen (Jahr, Titel, Musiklabel, Platzierungen, Wochen, Auszeichnungen, Anmerkungen) | Anmerkungen                                                                    |
| Jahr | Titel Musiklabel                                  | DE | AT | CH | UK | US | IT | CA | Anmerkungen                                                                    |
| ---- | ------------------------------------------------- | --- | --- | --- | --- | --- | --- | --- | ------------------------------------------------------------------------------ |
| 2004 | Come Fly with Me Reprise Records (WMG)            | — | — | — | UK— GoldUK | US— PlatinUS | — | CA— ×2DoppelplatinCA | Erstveröffentlichung: 30. März 2004 Verkäufe: + 145.000                        |
| 2005 | Caught in the Act Reprise Records (WMG)           | DE* ×2DoppelplatinDE | — | CH*CH | UK39 (2 Wo.)UK | US— ×4VierfachplatinUS | — | CA— ×8AchtfachplatinCA | Erstveröffentlichung: 15. November 2005 Verkäufe: + 640.000; * siehe Livealbum |
| 2009 | Meets Madison Square Garden Reprise Records (WMG) | — | — | — | — | — | — | — | Erstveröffentlichung: 9. Oktober 2009                                          |

### Musikvideos
| Jahr | Titel                                       | Regie              |
| ---- | ------------------------------------------- | ------------------ |
| 2003 | Sway                                        |                    |
| 2004 | Moondance                                   |                    |
| 2004 | Spider-Man Theme                            |                    |
| 2005 | Feeling Good                                | Noble Jones        |
| 2005 | Home                                        | Noble Jones        |
| 2005 | Save the Last Dance for Me                  | Noble Jones        |
| 2007 | Everything                                  |                    |
| 2007 | Me and Mrs. Jones                           |                    |
| 2007 | Lost                                        | Andrew MacNaughtan |
| 2009 | Haven’t Met You Yet                         | Rich Lee           |
| 2009 | Hold On                                     | Meiert Avis        |
| 2009 | Cry Me a River                              | Brett Sullivan     |
| 2010 | Everybody Hurts                             | Joseph Kahn        |
| 2010 | Crazy Love                                  |                    |
| 2010 | Hollywood                                   |                    |
| 2011 | Don’t Get Around Much Anymore               |                    |
| 2011 | All I Want for Christmas Is You             |                    |
| 2011 | Santa Claus Is Coming to Town               |                    |
| 2013 | It’s a Beautiful Day                        | Marc Klasfeld      |
| 2013 | Close Your Eyes                             | Brett Sullivan     |
| 2013 | After All                                   |                    |
| 2013 | You Make Me Feel So Young                   | Brett Sullivan     |
| 2014 | To Love Somebody                            | Brett Sullivan     |
| 2014 | Baby, It’s Cold Outside                     | Brett Sullivan     |
| 2016 | Nobody But Me                               | Isaac Rentz        |
| 2017 | I Believe in You                            | Derek Hough        |
| 2018 | When I Fall In Love                         |                    |
| 2018 | Love You Anymore                            | Ben Mor            |
| 2019 | White Christmas                             | Lior Molcho        |
| 2021 | Let It Snow! Let It Snow! Let It Snow!      |                    |
| 2021 | It’s Beginning to Look a Lot Like Christmas |                    |
| 2021 | The Christmas Sweater                       |                    |
| 2022 | I’ll Never Not Love You                     | Andrew Donoho      |
| 2022 | Higher                                      | Derek Hough        |
| 2024 | Spicy Margarita                             | Vin Bogart         |

## Boxsets
| Jahr | Titel Musiklabel                                   | Anmerkungen                                                |
| ---- | -------------------------------------------------- | ---------------------------------------------------------- |
| 2011 | The Michael Bublé Collection Reprise Records (WMG) | Erstveröffentlichung: 2. Dezember 2011 Verkäufe: + 400.000 |

## Promoveröffentlichungen
Promo-Singles

| Jahr | Titel Album                                                     | Höchstplatzierung, Gesamtwochen, AuszeichnungChartplatzierungen (Jahr, Titel, Album, Platzierungen, Wochen, Auszeichnungen, Anmerkungen) | Höchstplatzierung, Gesamtwochen, AuszeichnungChartplatzierungen (Jahr, Titel, Album, Platzierungen, Wochen, Auszeichnungen, Anmerkungen) | Höchstplatzierung, Gesamtwochen, AuszeichnungChartplatzierungen (Jahr, Titel, Album, Platzierungen, Wochen, Auszeichnungen, Anmerkungen) | Höchstplatzierung, Gesamtwochen, AuszeichnungChartplatzierungen (Jahr, Titel, Album, Platzierungen, Wochen, Auszeichnungen, Anmerkungen) | Höchstplatzierung, Gesamtwochen, AuszeichnungChartplatzierungen (Jahr, Titel, Album, Platzierungen, Wochen, Auszeichnungen, Anmerkungen) | Höchstplatzierung, Gesamtwochen, AuszeichnungChartplatzierungen (Jahr, Titel, Album, Platzierungen, Wochen, Auszeichnungen, Anmerkungen) | Höchstplatzierung, Gesamtwochen, AuszeichnungChartplatzierungen (Jahr, Titel, Album, Platzierungen, Wochen, Auszeichnungen, Anmerkungen) | Anmerkungen                                                                                                 |
| Jahr | Titel Album                                                     | DE | AT | CH | UK | US | IT | CA | Anmerkungen                                                                                                 |
| ---- | --------------------------------------------------------------- | --- | --- | --- | --- | --- | --- | --- | --- |
| 2003 | Kissing a Fool Michael Bublé                                    | — | — | — | — | — | — | — | Erstveröffentlichung: 2003 Original: George Michael                                                         |
| 2003 | Fever Michael Bublé                                             | — | — | — | — | — | — | — | Erstveröffentlichung: 2003 Original: Little Willie John                                                     |
| 2003 | How Can You Mend a Broken Heart Michael Bublé                   | — | — | — | — | — | — | — | Erstveröffentlichung: 2003 Original: Bee Gees                                                               |
| 2003 | Moondance Michael Bublé                                         | — | — | — | — | — | — | — | Erstveröffentlichung: 2003 Original: Van Morrison                                                           |
| 2003 | Grown-Up Christmas List Let It Snow! EP                         | — | — | — | — | — | — | — | Erstveröffentlichung: 2003 Original: David Foster & Natalie Cole                                            |
| 2004 | For Once in My Life Michael Bublé                               | — | — | — | — | — | — | — | Erstveröffentlichung: 2004 Original: Jean DuShon                                                            |
| 2004 | Crazy Little Thing Called Love Michael Bublé                    | — | — | — | — | — | — | — | Erstveröffentlichung: 2004 Original: Queen                                                                  |
| 2004 | Nice ’n Easy Come Fly with Me                                   | — | — | — | — | — | — | — | Erstveröffentlichung: 2004 Original: Frank Sinatra                                                          |
| 2004 | I Won’t Dance Taking a Chance on Love                           | — | — | — | — | — | — | — | Erstveröffentlichung: 2004 Jane Monheit feat. Michael Bublé                                                 |
| 2004 | Come Fly with Me                                                | — | — | — | — | — | — | — | Erstveröffentlichung: 2004 Original: Frank Sinatra                                                          |
| 2004 | Elf’s Lament Barenaked for the Holidays                         | — | — | — | — | — | — | — | Erstveröffentlichung: 13. Dezember 2004 Barenaked Ladies feat. Michael Bublé                                |
| 2005 | You’ll Never Find Another Love Like Mine Caught in the Act      | — | — | — | — | — | IT25 (1 Wo.)IT | — | Erstveröffentlichung: 18. November 2005 mit Laura Pausini; Original: Lou Rawls                              |
| 2006 | Just in Time Duets – An American Classic                        | — | — | — | — | — | — | — | Erstveröffentlichung: 2006 Tony Bennett feat. Michael Bublé Original: Judy Holliday & Sydney Chaplin        |
| 2007 | Me and Mrs. Jones Call Me Irresponsible                         | — | — | CH68 (1 Wo.)CH | — | — | IT22 (1 Wo.)IT | — | Erstveröffentlichung: August 2007 Original: Billy Paul                                                      |
| 2007 | It Had Better Be Tonight (Meglio Stasera) Call Me Irresponsible | — | — | — | UK74 (1 Wo.)UK | — | — | CA46 (1 Wo.)CA | Erstveröffentlichung: Oktober 2007                                                                          |
| 2009 | Some Kind of Wonderful Crazy Love • Hollywood: The Deluxe EP    | — | — | — | — | — | — | — | Erstveröffentlichung: 2009 Original: The Drifters                                                           |
| 2011 | Don’t Get Around Much Anymore Duets II                          | — | — | — | — | — | — | — | Erstveröffentlichung: 2011 Tony Bennett feat. Michael Bublé Original: Duke Ellington & His Famous Orchestra |
| 2011 | Mis deseos / Feliz Navidad Christmas                            | — | — | — | UK— SilberUK | — | IT84 (1 Wo.)IT | — | Erstveröffentlichung: 24. Oktober 2011 Verkäufe: + 200.000; feat. Thalía                                    |
| 2011 | All I Want for Christmas Is You Christmas                       | — | — | — | — | — | — | — | Erstveröffentlichung: 16. November 2011 Original: Mariah Carey                                              |
| 2011 | Cold December Night Christmas                                   | DE91 (1 Wo.)DE | — | — | UK— SilberUK | — | IT26 (5 Wo.)IT | — | Erstveröffentlichung: 2011 Verkäufe: + 245.000                                                              |
| 2011 | Christmas (Baby Please Come Home) Christmas                     | DE55 (12 Wo.)DE | AT57 (5 Wo.)AT | — | UK47 Gold · (3 Wo.)UK | — | IT40 (2 Wo.)IT | CA50 (1 Wo.)CA | Erstveröffentlichung: 2011 Verkäufe: + 435.000; Original: Darlene Love                                      |
| 2012 | It’s Beginning to Look a Lot Like Christmas Christmas           | DE6 b Platin · (45 Wo.)DE | AT6 c (38 Wo.)AT | CH4 d (43 Wo.)CH | UK6 ×4Vierfachplatin · (66 Wo.)UK | US12 (24 Wo.)US | IT3 Platin · (… Wo.)IT | CA62 (1 Wo.)CA | Erstveröffentlichung: 26. November 2012 Verkäufe: + 3.580.000; Original: Meredith Willson                   |
| 2013 | To Be Loved                                                     | — | — | — | — | — | — | — | Erstveröffentlichung: 17. April 2013                                                                        |
| 2013 | Jingle Bells Christmas                                          | DE— eDE | — | — | UK— GoldUK | — | IT23 Gold · (… Wo.)IT | — | Erstveröffentlichung: 2013 Verkäufe: + 515.000; feat. The Puppini Sisters                                   |
| 2013 | You Make Me Feel So Young To Be Loved                           | — | — | — | — | — | — | — | Erstveröffentlichung: 2. Dezember 2013                                                                      |
| 2014 | To Love Somebody To Be Loved                                    | — | — | — | — | — | — | — | Erstveröffentlichung: Februar 2014 Original: Bee Gees                                                       |
| 2014 | Baby, It’s Cold Outside Holiday Wishes                          | — | — | — | UK39 Platin · (9 Wo.)UK | US78 (1 Wo.)US | IT83 (1 Wo.)IT | CA44 (2 Wo.)CA | Erstveröffentlichung: 2014 Verkäufe: + 600.000; mit Idina Menzel; Original: Frank Loesser                   |

## Sonderveröffentlichungen

### Alben
| Jahr | Titel Musiklabel                                 | Anmerkungen                                                                                              |
| ---- | ------------------------------------------------ | --- |
| 2005 | More Reprise Records (WMG)                       | Erstveröffentlichung: 26. Juni 2005 Vertrieb nur über Target Corporation                                 |
| 2006 | With Love Reprise Records (WMG)                  | Erstveröffentlichung: 14. Februar 2006 · Vertrieb nur über Hallmark Cards; Verkäufe: + 500.000; US: Gold |
| 2016 | At Home with Michael Bublé Reprise Records (WMG) | Erstveröffentlichung: 21. Oktober 2016 Teil von Nobody but Me (Limited Edition)                          |

| Jahr | Titel Musiklabel                                         | Anmerkungen                                                                      |
| ---- | -------------------------------------------------------- | -------------------------------------------------------------------------------- |
| 2012 | Crazy Love + Call Me Irresponsible Reprise Records (WMG) | Erstveröffentlichung: 31. August 2012 Teil der „Collection-2-CD-Originals“-Reihe |
| 2013 | Crazy Love + It’s Time Warner Bros. Records (WMG)        | Erstveröffentlichung: 2. August 2013 Teil der „Collection-2-CD-Originals“-Reihe  |
| 2013 | To Be Loved / Christmas Reprise Records (WMG)            | Erstveröffentlichung: 15. November 2013 Teil der „Christmas-Double-Pack“-Reihe   |

### Lieder
| Jahr | Titel Album                                                       | Anmerkungen |
| ---- | ----------------------------------------------------------------- | --- |
| 2004 | I Won’t Dance Taking a Chance on Love                             | Erstveröffentlichung: 7. September 2004 Jane Monheit feat. Michael Bublé                                                                 |
| 2004 | Elf’s Lament Barenaked for the Holidays                           | Erstveröffentlichung: 5. Oktober 2004 Barenaked Ladies feat. Michael Bublé                                                               |
| 2005 | Let There Be Love To Love Again                                   | Erstveröffentlichung: 17. Oktober 2005 Chris Botti feat. Michael Bublé; Original: Swing & Sway & Sammy Kaye                              |
| 2006 | Just in Time Duets – An American Classic                          | Erstveröffentlichung: 26. September 2006 Tony Bennett feat. Michael Bublé; Original: Judy Holliday & Sydney Chaplin                      |
| 2006 | Steppin’ Out with My Baby Duets – An American Classic             | Erstveröffentlichung: 26. September 2006 Tony Bennett feat. Michael Bublé; Original: Fred Astaire                                        |
| 2007 | You Are My Destiny Classic Songs – My Way                         | Erstveröffentlichung: 2. November 2007 Paul Anka feat. Michael Bublé                                                                     |
| 2007 | Let It Snow! Let It Snow! Let It Snow! Christmas List             | Erstveröffentlichung: 7. Dezember 2007 Silvie Paladino feat. Michael Bublé; Original: Vaughn Monroe & His Orchestra                      |
| 2008 | The Christmas Song Chris Isaak Christmas                          | Erstveröffentlichung: 6. Oktober 2008 Chris Isaak feat. Michael Bublé; Original: Nat King Cole Trio                                      |
| 2008 | Baby, It’s Cold Outside Anne Murray’s Christmas Album             | Erstveröffentlichung: 7. Oktober 2008 Anne Murray feat. Michael Bublé; Original: Esther Williams & Ricardo Montalbán                     |
| 2009 | When I Fall in Love Love                                          | Erstveröffentlichung: 17. November 2009 Boyz II Men feat. Michael Bublé; Original: Doris Day                                             |
| 2010 | Relax Max VocalPlay                                               | Erstveröffentlichung: 31. Mai 2010 Naturally 7 feat. Michael Bublé                                                                       |
| 2010 | Quando, Quando, Quando The Best of Nelly Furtado (Deluxe Edition) | Erstveröffentlichung: 12. November 2010 Nelly Furtado feat. Michael Bublé; Original: Tony Renis                                          |
| 2011 | Don’t Get Around Much Anymore Duets II                            | Erstveröffentlichung: 20. September 2011 Tony Bennett feat. Michael Bublé; Original: Duke Ellington                                      |
| 2012 | Bésame mucho Habítame siempre                                     | Erstveröffentlichung: 19. März 2012 Thalía feat. Michael Bublé; Original: Emilio Tuero                                                   |
| 2012 | Home Cheers, It’s Christmas.                                      | Erstveröffentlichung: 2. Oktober 2012 Blake Shelton feat. Michael Bublé                                                                  |
| 2012 | Damn Reseda Beach                                                 | Erstveröffentlichung: 23. Oktober 2012 Styles of Beyond feat. Michael Bublé                                                              |
| 2012 | Winter Wonderland Merry Christmas, Baby                           | Erstveröffentlichung: 30. Oktober 2012 Rod Stewart feat. Michael Bublé Original: Richard Himber & His Ritz-Carlton Orchestra & Joey Nash |
| 2013 | Pennies from Heaven Duets                                         | Erstveröffentlichung: 5. April 2013 Paul Anka feat. Michael Bublé; Original: Bing Crosby                                                 |
| 2013 | Soda Pop Swings Both Ways                                         | Erstveröffentlichung: 15. November 2013 Robbie Williams feat. Michael Bublé                                                              |
| 2014 | It Had to Be You Partners                                         | Erstveröffentlichung: 12. September 2014 Barbra Streisand feat. Michael Bublé                                                            |
| 2014 | Baby, It’s Cold Outside Holiday Wishes                            | Erstveröffentlichung: 14. Oktober 2014 Idina Menzel feat. Michael Bublé; Original: Esther Williams & Ricardo Montalbán                   |
| 2015 | Alone Again (Naturally) Wallflower                                | Erstveröffentlichung: 30. Januar 2015 Diana Krall feat. Michael Bublé; Original: Gilbert O’Sullivan                                      |
| 2015 | Real Real Gone Duets – Re-Working The Catalogue                   | Erstveröffentlichung: 16. Februar 2015 Van Morrison feat. Michael Bublé; Original: Tom Fogerty                                           |
| 2015 | Fever If I Can Dream                                              | Erstveröffentlichung: 30. Oktober 2015 Elvis & Royal Philharmonic Orchestra feat. Michael Bublé; Original: Little Willie John            |
| 2020 | Cuddle Up, Cozy Down Christmas A Holly Dolly Christmas            | Erstveröffentlichung: 2. Oktober 2020 Dolly Parton feat. Michael Bublé                                                                   |
| 2020 | Elita Music Played by Humans                                      | Erstveröffentlichung: 27. November 2020 Gary Barlow feat. Michael Bublé & Sebastián Yatra                                                |
| 2024 | Spicy Margarita Nu King                                           | Erstveröffentlichung: 23. Februar 2024 Jason Derulo feat. Michael Bublé                                                                  |

| Jahr | Titel Album                                                                             | Anmerkungen                                                                  |
| ---- | --------------------------------------------------------------------------------------- | ---------------------------------------------------------------------------- |
| 2008 | Home (Live) Hit Man: David Foster & Friends                                             | Erstveröffentlichung: 11. November 2008 mit Blake Shelton                    |
| 2016 | The Good Life (Live) Tony Bennett Celebrates 90                                         | Erstveröffentlichung: 16. Dezember 2016 Original: Sacha Distel – Marina      |
| 2020 | Such a Night (Live) Artists Unite for Fire Fight – Concert for National Bushfire Relief | Erstveröffentlichung: 13. März 2020 Original: Clyde McPhatter & The Drifters |

| Jahr | Titel Soundtrack                                | Anmerkungen                                                                     |
| ---- | ----------------------------------------------- | ------------------------------------------------------------------------------- |
| 2007 | Sway Rezept zum Verlieben                       | Erstveröffentlichung: 12. Juli 2007 Original: Pablo Beltrán Ruiz – ¿Quién será? |
| 2010 | Mr. Templeton / Burnt 30 Rock                   | Erstveröffentlichung: 25. Oktober 2010 mit Jeff Richmond                        |
| 2020 | Today (Is Yesterday’s Tomorrow) Animal Crackers | Erstveröffentlichung: 17. Juli 2020                                             |

### Videoalben
| Jahr | Titel Musiklabel                                            | Anmerkungen                                                                                     |
| ---- | ----------------------------------------------------------- | ----------------------------------------------------------------------------------------------- |
| 2007 | The Making of "Call Me Irresponsible" Reprise Records (WMG) | Erstveröffentlichung: 27. April 2007 CD + DVD; Teil von Call Me Irresponsible (Limited Edition) |
| 2009 | Crazy Love (Deluxe Edition) Reprise Records (WMG)           | Erstveröffentlichung: 16. Oktober 2009 CD + DVD; Verkäufe werden Crazy Love hinzuaddiert        |
| 2011 | The Making of "Christmas" Reprise Records (WMG)             | Erstveröffentlichung: 21. Oktober 2011 CD + DVD; Teil von Christmas (Deluxe Edition)            |

## Statistik

### Chartauswertung
|                     | DE     | AT     | CH     | UK     | US     | IT     | CA    |
| ------------------- | ------ | ------ | ------ | ------ | ------ | ------ | ----- |
| Nummer-eins-Alben   | DE2DE  | AT2AT  | CH2CH  | UK5UK  | US4US  | IT4IT  | CA3CA |
| Top-10-Alben        | DE8DE  | AT8AT  | CH8CH  | UK9UK  | US8US  | IT9IT  | CA4CA |
| Alben in den Charts | DE10DE | AT11AT | CH11CH | UK14UK | US17US | IT13IT | CA4CA |

|                       | DE     | AT     | CH     | UK     | US     | IT     | CA     |
| --------------------- | ------ | ------ | ------ | ------ | ------ | ------ | ------ |
| Nummer-eins-Singles   | DE—DE  | AT—AT  | CH—CH  | UK1UK  | US—US  | IT1IT  | CA—CA  |
| Top-10-Singles        | DE1DE  | AT1AT  | CH1CH  | UK4UK  | US—US  | IT4IT  | CA5CA  |
| Singles in den Charts | DE18DE | AT13AT | CH14CH | UK23UK | US11US | IT24IT | CA24CA |

|                          | DE    | AT    | CH    | UK    | US    | IT    | CA    |
| ------------------------ | ----- | ----- | ----- | ----- | ----- | ----- | ----- |
| Nummer-eins-Videoalben   | DE—DE | AT—AT | CH—CH | UK—UK | US—US | IT—IT | CA—CA |
| Top-10-Videoalben        | DE—DE | AT—AT | CH—CH | UK—UK | US—US | IT—IT | CA—CA |
| Videoalben in den Charts | DE—DE | AT—AT | CH—CH | UK1UK | US—US | IT—IT | CA—CA |

### Auszeichnungen für Musikverkäufe
Die Lieder Blue Christmas, The Christmas Song und Santa Baby wurden nicht als Single veröffentlicht und konnten sich nicht in den Charts platzieren, dennoch erhielten sie je eine Silberne Schallplatte im Vereinigten Königreich und verkauften sich somit über 200.000 Mal.
| Land/RegionAuszeichnungen für Musikverkäufe (Land/Region, Auszeichnungen, Verkäufe, Quellen) | Silber       | Gold       | Platin         | Diamant     | Verkäufe     | Quellen                                                   |
| -------------------------------------------------------------------------------------------- | ------------ | ---------- | -------------- | ----------- | ------------ | --------------------------------------------------------- |
| Australien (ARIA)                                                                            | —            | 3× Gold3   | 32× Platin32   | 2× Diamant2 | 3.125.000    | aria.com.au                                               |
| Belgien (BRMA)                                                                               | —            | 3× Gold3   | Platin1        | —           | 95.000       | ultratop.be                                               |
| Brasilien (PMB)                                                                              | —            | 2× Gold2   | —              | —           | 40.000       | pro-musicabr.org.br                                       |
| Dänemark (IFPI)                                                                              | —            | 10× Gold10 | 17× Platin17   | —           | 1.090.000    | ifpi.dk                                                   |
| Deutschland (BVMI)                                                                           | —            | 5× Gold5   | 12× Platin12   | —           | 3.200.000    | musikindustrie.de                                         |
| Europa (IFPI)                                                                                | —            | —          | 12× Platin12   | —           | (12.000.000) | ifpi.org (Memento vom 1. Januar 2014 im Internet Archive) |
| Finnland (IFPI)                                                                              | —            | —          | Platin1        | —           | 48.814       | ifpi.fi                                                   |
| Frankreich (SNEP)                                                                            | —            | 4× Gold4   | 2× Platin2     | —           | 496.100      | infodisc.fr snepmusique.com                               |
| Golf-Kooperationsrat (IFPI)                                                                  | —            | —          | Platin1        | —           | 6.000        | ifpi.org                                                  |
| Irland (IRMA)                                                                                | —            | —          | 26× Platin26   | —           | 390.000      | irishcharts.ie                                            |
| Island (IFPI)                                                                                | —            | Gold1      | —              | —           | 2.500        | Einzelnachweise                                           |
| Italien (FIMI)                                                                               | —            | 12× Gold12 | 28× Platin28   | —           | 2.380.000    | fimi.it                                                   |
| Kanada (MC)                                                                                  | —            | Gold1      | 37× Platin37   | Diamant1    | 3.488.000    | musiccanada.com                                           |
| Mexiko (AMPROFON)                                                                            | —            | 3× Gold3   | 2× Platin2     | —           | 240.000      | amprofon.com.mx                                           |
| Neuseeland (RMNZ)                                                                            | —            | 5× Gold5   | 27× Platin27   | —           | 510.000      | aotearoamusiccharts.co.nz NZ2 NZ3                         |
| Niederlande (NVPI)                                                                           | —            | 2× Gold2   | 2× Platin2     | —           | 175.000      | nvpi.nl                                                   |
| Norwegen (IFPI)                                                                              | —            | —          | 6× Platin6     | —           | 120.000      | ifpi.no                                                   |
| Österreich (IFPI)                                                                            | —            | 3× Gold3   | 4× Platin4     | —           | 107.500      | ifpi.at                                                   |
| Philippinen (PARI)                                                                           | —            | —          | Platin1        | —           | 15.000       | pari.com.ph                                               |
| Polen (ZPAV)                                                                                 | —            | 3× Gold3   | 6× Platin6     | —           | 150.000      | olis.pl                                                   |
| Portugal (AFP)                                                                               | —            | 2× Gold2   | 6× Platin6     | —           | 110.000      | Einzelnachweise                                           |
| Schweden (IFPI)                                                                              | —            | —          | Platin1        | —           | 40.000       | sverigetopplistan.se                                      |
| Schweiz (IFPI)                                                                               | —            | 2× Gold2   | 3× Platin3     | —           | 130.000      | hitparade.ch                                              |
| Spanien (Promusicae)                                                                         | —            | 8× Gold8   | Platin1        | —           | 280.000      | elportaldemusica.es                                       |
| Südkorea (KMCA)                                                                              | —            | —          | —              | —           | 73.267       | Einzelnachweise                                           |
| Ungarn (MAHASZ)                                                                              | —            | 2× Gold2   | 4× Platin4     | —           | 25.000       | slagerlistak.hu                                           |
| Vereinigte Staaten (RIAA)                                                                    | —            | 2× Gold2   | 22× Platin22   | —           | 18.500.000   | riaa.com                                                  |
| Vereinigtes Königreich (BPI)                                                                 | 14× Silber14 | 9× Gold9   | 48× Platin48   | —           | 22.817.000   | bpi.co.uk                                                 |
| Insgesamt                                                                                    | 14× Silber14 | 82× Gold82 | 302× Platin302 | 3× Diamant3 |              |                                                           |